# Грачёв, Юрий Алексеевич
Ю́рий Алексе́евич Грачёв (12 января 1955, Черепаново, Новосибирская область — 1 февраля 2025) — российский государственный и общественный деятель, до октября 2013 года занимал должности директора Департамента контроля расходов федерального бюджета на международную деятельность и помощника председателя Счётной палаты Российской Федерации. Управляющий делами межрегиональной общественной организации «Ветеранское общество трудящихся». Заместитель председателя Совета ветеранов Ракетных войск стратегического назначения.

## Биография
Родился в городе Черепаново Новосибирской области.
Окончил Ставропольское высшее военное командное училище связи (1976), Военно-политическую академию им. В. И. Ленина (1987), Московский новый юридический институт (2000).
В 1972—1994 годах проходил службу в Вооружённых силах СССР и РФ, уволен в запас с должности заместителя командира ракетного полка в воинском звании подполковника.
В 1998—2002 годах работал в аппарате Министерства юстиции РФ, в 2002—2003 годах — Министерстве по налогам и сборам РФ.
С 2003 года до октября 2013 года работал в Счётной палате РФ в должности директора Департамента контроля расходов федерального бюджета на международную деятельность и помощником председателя Счётной палаты Российской Федерации.

## Общественная деятельность

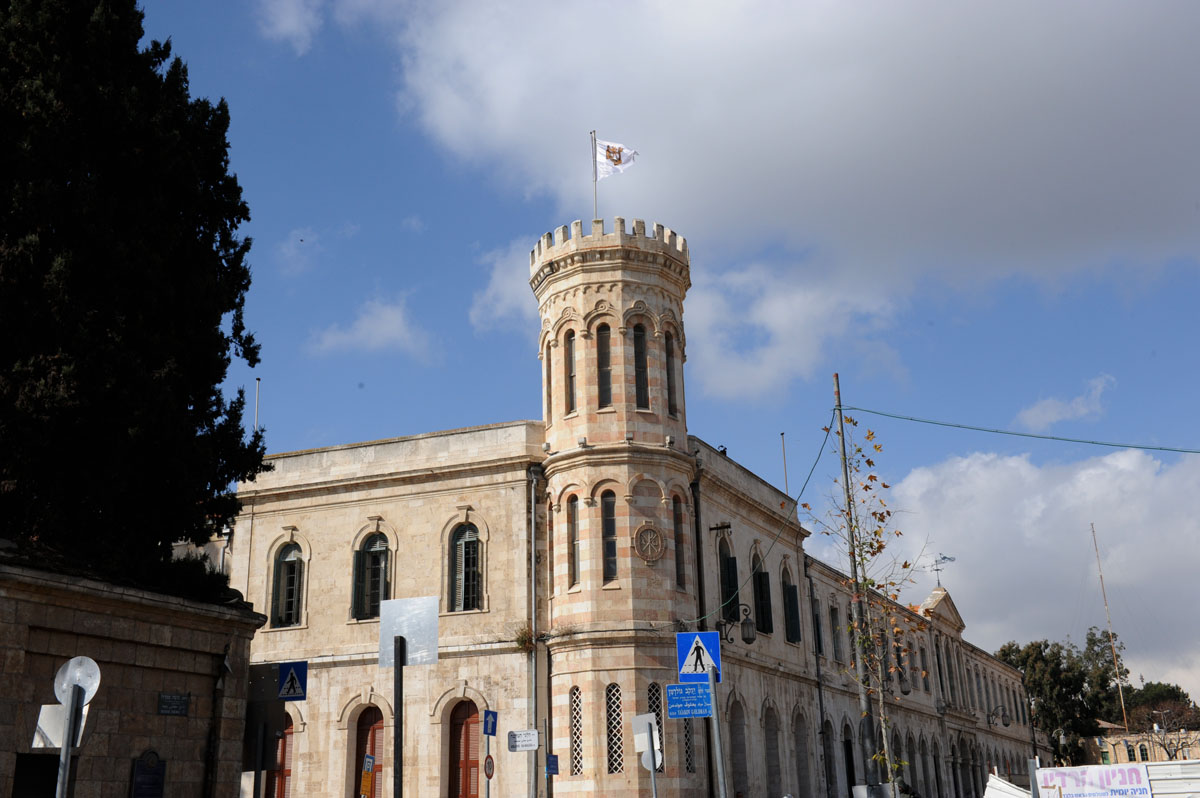
Здание Сергиевского подворья в Иерусалиме

В 2007 году вступил в члены Императорского православного палестинского общества, 14 июня того же года был избран заместителем председателя Общества.
В 2007—2008 годах координировал работу по подготовке документов и выработке решений в рамках деятельности ИППО по возвращению в российскую собственность трёх исторических русских участков в городе Иерихоне и Сергиевского подворья в Иерусалиме. Во время проведения этой работы неоднократно посещал государство Израиль и Палестинскую национальную администрацию, где проводил переговоры от имени ИППО с различными государственными чиновниками.
В 2007—2012 годах организовывал визиты официальных делегаций ИППО в Святую Землю. После передачи в российскую собственность в 2008 г. Сергиевского подворья в Иерусалиме, координировал работу по его консервации.

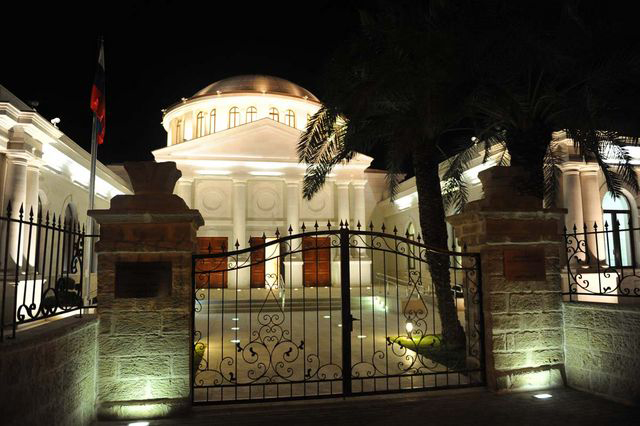
Российский музейно-парковый комплекс в Иерихоне

В 2008—2011 годах осуществлял общую координацию работ по созданию в Палестинской национальной администрации, на иоасафовском участке ИППО, переданном в собственность России, Российского музейно-паркового комплекса в Иерихоне. Для изучения «иоасафовского» участка содействовал проведению двух экспедиций — дендрологической и археологической..

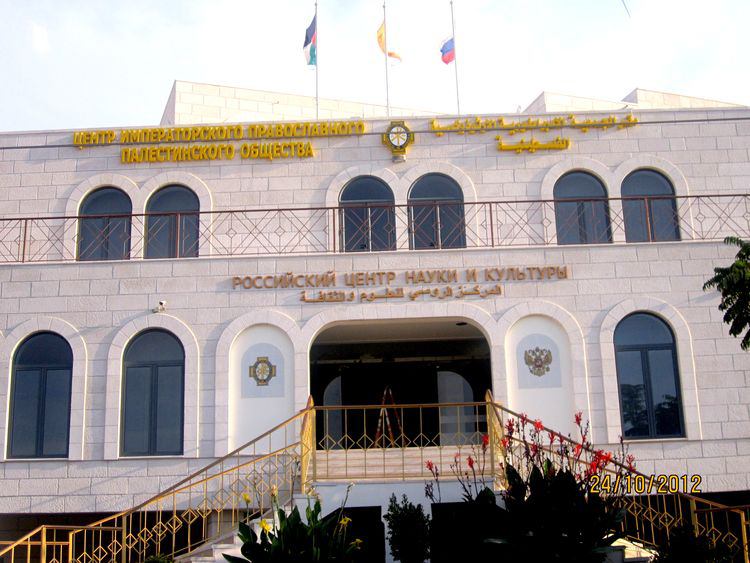
Культурно-деловой центр Императорского Православного Палестинского Общества в Вифлееме

В 2008—2012 годах организовывал работы по созданию Российского культурно-делового центра в Вифлееме в качестве руководителя рабочей группы, в которую входили российские и палестинские организации, обеспечивающие проектирование, строительство и оформление этого совместного проекта. В этот период совершал постоянные рабочие поездки для координации и контроля за проведением работ в Вифлееме.
В 2011—2012 годах возглавлял по поручению председателя ИППО С. В. Степашина комплекс работ по оформлению документов, проектированию, ремонту и реставрации здания Московского центра ИППО на ул. Забелина, д. 3, стр. 2, которое было безвозмездно передано Обществу Правительством города Москвы. Основные работы в Московском центре ИППО были завершены в начале июня 2012 года, в дни празднования 130-летия Общества.

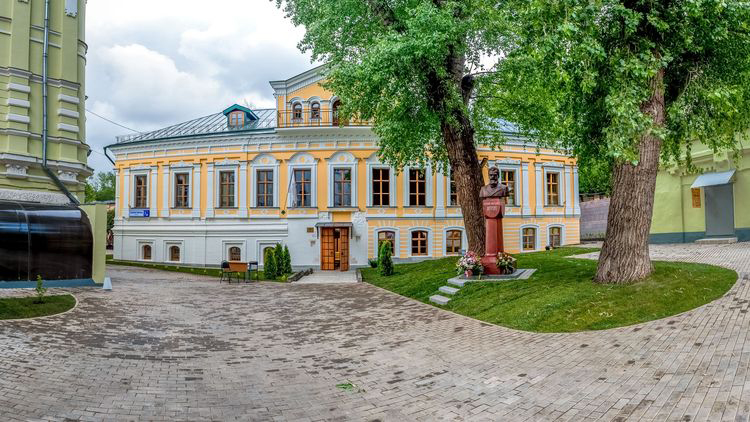
Центр Императорского Православного Палестинского Общества на улице Забелина в Москве

В 2012 года координировал работу по подготовке и проведению Международной юбилейной выставки «Россия в Святой Земле: к 130-летию сотрудничества Императорского православного палестинского общества с народами Ближнего Востока», которая прошла 5-14 июня 2012 г. в ЦВЗ «Манеж». В выставке приняли участие 6 ближневосточных стран, было представлено 870 экспонатов — документов, книг и художественных произведений из 30 коллекций, как ведущих российских архивов, музеев, библиотек, так и частных собраний.
Курировал направление работы с Российским государственным научным фондом (РГНФ), с которым ИППО подписало соглашение о совместном конкурсе научных проектов «Палестина и Россия: исторические и культурные контакты и связи». С 2010 по 2012 год было выделено несколько грантов на исследовательские и книгоиздательские проекты в этой области..
В 2007—2012 годах существенно расширилась сеть российских региональных и зарубежных отделений ИППО, в создании и поддержании которых значительную роль сыграл Ю. А. Грачев как заместитель Председателя ИППО, курирующий это направление деятельности. Возрождены региональные отделения Общества в Москве, Калуге, Владимире, Перми, Иванове, Новгороде Великом и других древних городах России. В настоящее время зарубежные представительства Общества осуществляют свою деятельность в Иерусалиме, Вифлееме, Назарете, Варне, Ларнаке, Салониках и Киеве. Одной из инициатив Ю. А. Грачева стало проведение семинаров для руководителей региональных отделений, что позволяет более успешно координировать работу ИППО на местах.
В области общественной деятельности занимал пост заместителя председателя МОО «Союз ветеранов РВСН», а с 23 апреля 2016 года — должность управляющего делами Ассоциации градообразующих предприятий.
Скончался 1 февраля 2025 года в Центральной клинической больнице в возрасте 70 лет. Похоронен на Гребенском кладбище города Щёлково.

## Награды

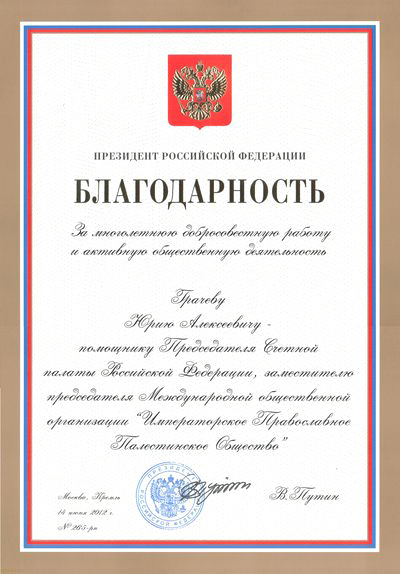
Благодарность президента России В. В. Путина помощнику председателя Счётной палаты Российской Федерации, заместителю председателя международной общественной организации «Императорское православное палестинское общество»

- Благодарность президента Российской Федерации (14 июня 2012) — за многолетнюю добросовестную работу и активную общественную деятельность[12]

## Публикации
- Ю. А. Грачев, О. Б. Озеров. Сергиевское подворье: между прошлым и будущим. // Журнал Международная жизнь. 2011. № 1. С. 133—151.
- Ю. А. Грачев, Л. Н. Блинова. Под смоковницей, видавшей Христа // Финансовый контроль № 4. 2011/ C/62-67.
- Ю. А. Грачев, О. Б. Озеров. Сергиевское подворье: между прошлым и будущим. // Православный Палестинский сборник. Вып.107. 2011. С.75-93.
- Ю. А. Грачев. Россию ждут на Святой Земле // Журнал Финансовый контроль. 2012. № 2.
- Ю. А. Грачев, О. Б. Озеров. Возвращение Сергиевского подворья в Иерусалиме: роль ИППО / Иерусалимский вестник ИППО, Вып.1, 2012. С.54-72.
- Ю. А. Грачев, Л. Н. Блинова. Размышления о прошлом и будущем: Императорское православное палестинское общество отмечает свой 130-летний юбилей. Иерусалимский вестник ИППО, Вып.2, 2012. С.11-25.
- Ю. А. Грачев. Императорское православное палестинское общество и судьба российской собственности в Святой Земле: к постановке проблемы. // Материалы Международной научной конференции «Императорское Православное Палестинское Общество в Святой Земле. К 130-летию со дня основания». М., 2011. С.37-44.
- Ю. А. Грачев, Л. Н. Блинова. Сергиевское подворье // Журнал «Русская история». 2012. № 1. С. 82-85.
- Ю. А. Грачев, Л. Н. Блинова. 130 лет на Святой Земле // Журнал «Русская история». 2012. № 2. С. 8-12.
- Сохраним Россию в Святой Земле! Летопись Императорского Православного Палестинского Общества 2007—2012 гг. К 130-летию ИППО. // Авторы-составители: Л. Н. Блинова, Ю. А. Грачев, О. Б. Озеров, П. В. Платонов. Москва-Иерусалим, 2012.
- Ю. А. Грачев, Л. Н. Блинова. Сохраним Россию в Святой Земле! 130 лет на Святой Земле. // Журнал «Финансовый контроль». 2012. № 6. С.92-99.
- Ю. А. Грачев, Л. Н. Блинова. Благородная миссия на Святой Земле // Журнал «Финансовый контроль». 2012. № 7. С.68-75.